# أوراديا

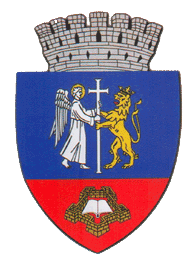
شعار مدينة أوراديا

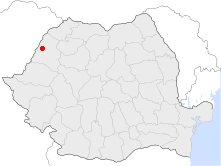
موقع مدينة أوراديا على الخريطة

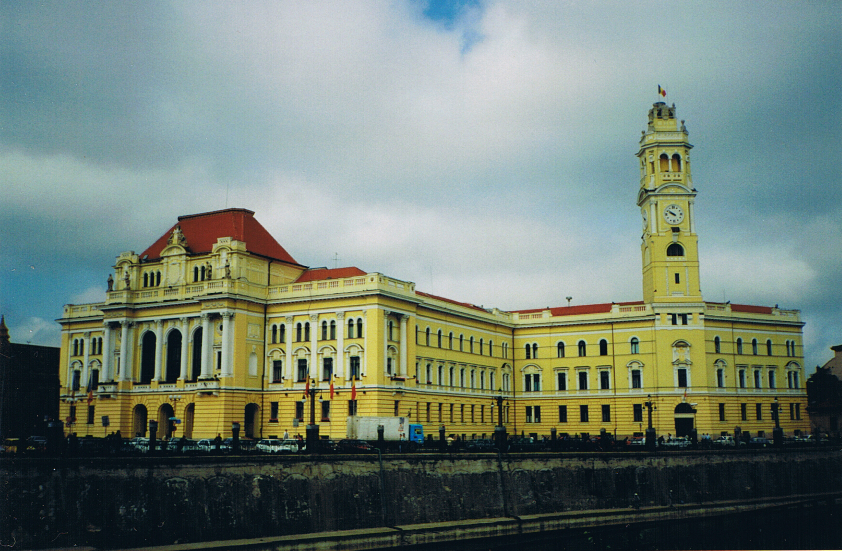
مجمع مركز المدينة

مدينة أوراديا، وتٌسمى أيضاً «ڤاراد» (Várad)، مدينة صغيرة رومانية. (بالرومانية:Oradea, بالهنغارية: Nagyvárad, بالألمانية: Großwardein) تقع في الشمال الغربي لرومانيا عاصمة محافظة بيهور ضمن إقليم كريشانا التاريخي تبعد 153 كم غربي مدينة كلوج-نابوكا، على الحدود مع هنغاريا (المجر) حيث يبلغ عدد سكانها 350.800 نسمة حسب عام 2007. يشكل المجريون حوالي 27% من سكانها والباقي رومان.

## المناخ
يظهر الجدول التالي التغييرات المناخية على مدار السنة لأوراديا:
| البيانات المناخية لـأوراديا                     | البيانات المناخية لـأوراديا | البيانات المناخية لـأوراديا | البيانات المناخية لـأوراديا | البيانات المناخية لـأوراديا | البيانات المناخية لـأوراديا | البيانات المناخية لـأوراديا | البيانات المناخية لـأوراديا | البيانات المناخية لـأوراديا | البيانات المناخية لـأوراديا | البيانات المناخية لـأوراديا | البيانات المناخية لـأوراديا | البيانات المناخية لـأوراديا | البيانات المناخية لـأوراديا |
| الشهر                                           | يناير                       | فبراير                      | مارس                        | أبريل                       | مايو                        | يونيو                       | يوليو                       | أغسطس                       | سبتمبر                      | أكتوبر                      | نوفمبر                      | ديسمبر                      | المعدل السنوي               |
| ----------------------------------------------- | --------------------------- | --------------------------- | --------------------------- | --------------------------- | --------------------------- | --------------------------- | --------------------------- | --------------------------- | --------------------------- | --------------------------- | --------------------------- | --------------------------- | --------------------------- |
| متوسط درجة الحرارة الكبرى °م (°ف)               | 1.4 (34.5)                  | 4.7 (40.5)                  | 10.7 (51.3)                 | 16.9 (62.4)                 | 22.1 (71.8)                 | 24.9 (76.8)                 | 27.1 (80.8)                 | 26.8 (80.2)                 | 23.0 (73.4)                 | 17.1 (62.8)                 | 9.3 (48.7)                  | 3.4 (38.1)                  | 15.6 (60.1)                 |
| متوسط درجة الحرارة الصغرى °م (°ف)               | −5.2 (22.6)                 | −2.7 (27.1)                 | 1.0 (33.8)                  | 5.5 (41.9)                  | 10.1 (50.2)                 | 12.9 (55.2)                 | 14.2 (57.6)                 | 13.9 (57.0)                 | 10.8 (51.4)                 | 5.9 (42.6)                  | 1.9 (35.4)                  | −2.4 (27.7)                 | 5.5 (41.9)                  |
| الهطول مم (إنش)                                 | 39.5 (1.56)                 | 30.3 (1.19)                 | 36.5 (1.44)                 | 44.9 (1.77)                 | 63.4 (2.50)                 | 90.5 (3.56)                 | 69.1 (2.72)                 | 55.2 (2.17)                 | 39.9 (1.57)                 | 37.9 (1.49)                 | 46.6 (1.83)                 | 49.4 (1.94)                 | 603.2 (23.74)               |
| المصدر: Administrația Natională de Meteorologie |                             |                             |                             |                             |                             |                             |                             |                             |                             |                             |                             |                             |                             |

## معرض صور

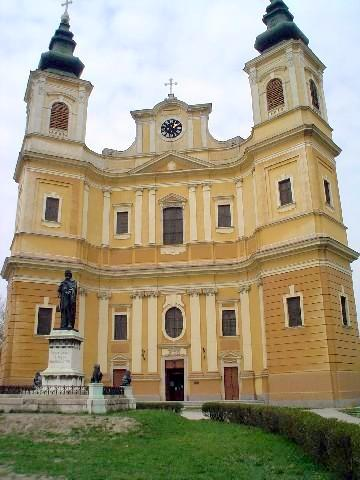
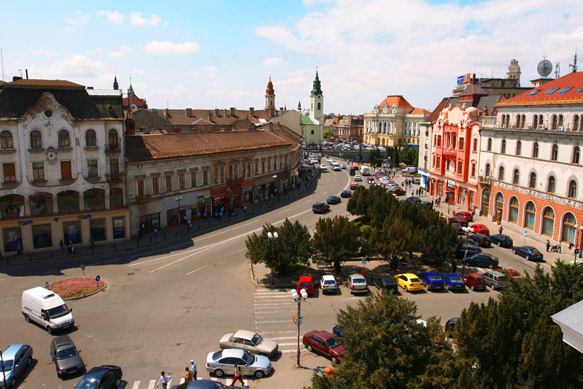
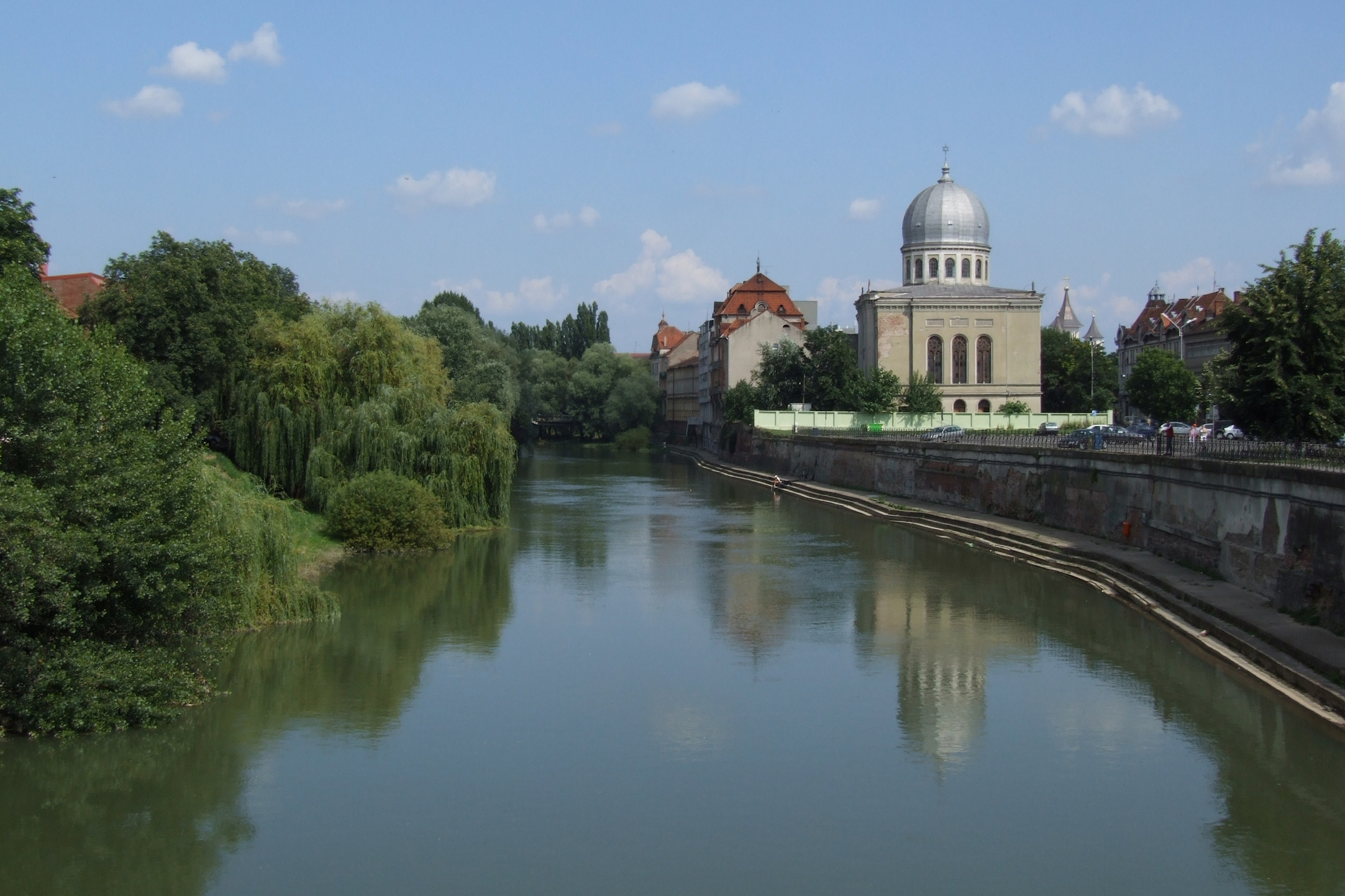
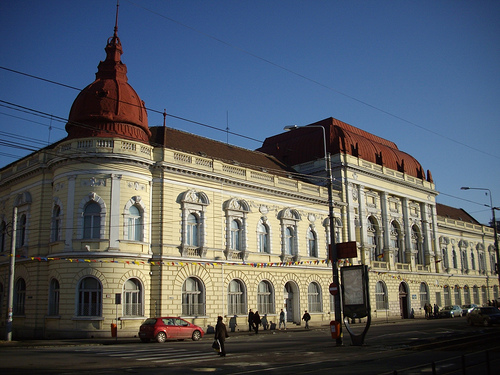
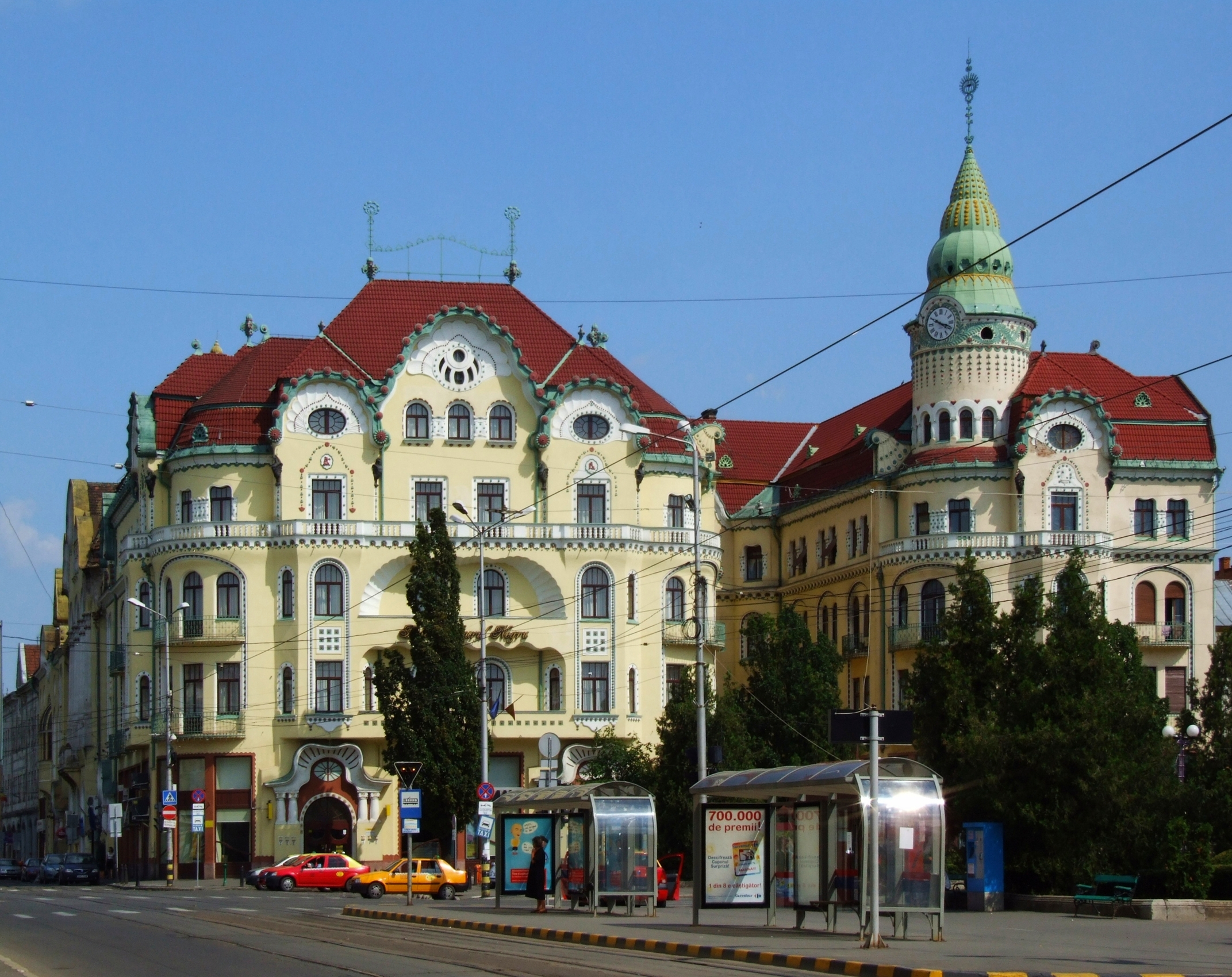

## توأمة
لأوراديا اتفاقيات توأمة مع كل من:
- Ceyrat [الإنجليزية]‏ منذ (2008 - )[6]
- كوسلادا (2005 - )[6]
- دبرتسن (1992 - )[6]
- جفعاتايم (2005 - )[6]
- إيفانو-فرانكيفسك
- كوشيتسه
- Linköping Municipality [الإنجليزية]‏ [7]
- مانتوفا (2005 - )[6]
- ديامانتينا، ميناس جيرايس

## أعلام
- إندريه كابوش
- برونو فيرينك ستروب
- جورج بوليتزر
- سيغيسموند
- جيولا لاسلو
- لاجوس شتاينر
- كلاوديو كيشيرو